# Liolaemus donosobarrosi
Liolaemus donosobarrosi este o specie de șopârle din genul Liolaemus, familia Tropiduridae, descrisă de Cei 1974. Conform Catalogue of Life specia Liolaemus donosobarrosi nu are subspecii cunoscute.